# Mercedes-Knight
Mercedes-Knight — легкові автомобілі німецької автомобілебудівної компанії «Daimler-Motoren-Gesellschaft», що випускались з 1910 до 1924 року. У ряді легкових автомобілів торгової марки Mercedes, випущених компанією до Першої світової війни, моделі «Knight» виокремлювались в особливу серію. На цих автомобілях встановлювались безклапанні двигуни із золотниковим розподільником за винаходом американського конструктора Чарлза Найта (1868—1940).

## Історія

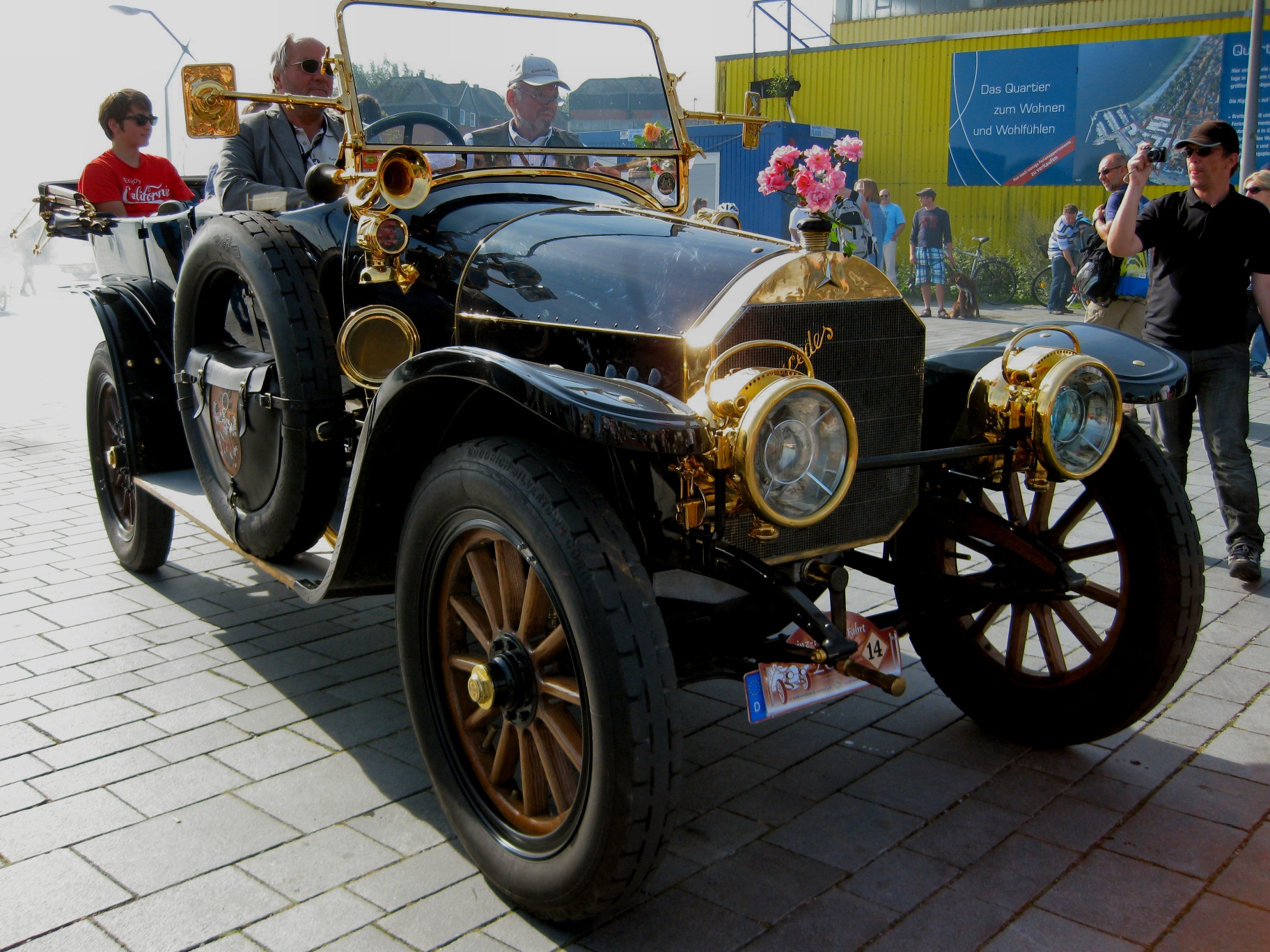
Mercedes-Knight 16/45 PS, 1912 року

На початку 1900-х років американський інженер Чарлз Найт і підприємець на прізвище Кілборн (англ. L.B. Kilbourne) розробили свій перший безклапанний двигун внутрішнього згоряння, у якому використовувались дві чавунні гільзи на циліндр, одна з яких ковзала всередині іншої. Експериментальний зразок двигуна було виготовлено в Оук-Парку, (штат Іллінойс) у 1903 році. Дослідження та модернізація конструкцій тривали до 1905 року, коли прототип пройшов строгі випробування в Елірії (штат Огайо). Робоча версія була представлена у 1906 році Чиказькому автосалону. Незважаючи на безліч переваг, інженеру так і не вдалося знайти американського автовиробника, який бажав би використати його винахід. З надією, що популярні автомобілебудівники Європи могли б зацікавитись його двигуном, Чарльз Найт подався за кордон. І його припущення виявились вірними. Контракт щодо використання силового агрегату підписали англійська компанія «Daimler Motor Company», бельгійська «Minerva Motors» і французька «Panhard & Levassor». У Німеччині новинкою зацікавилась фірма Готліба Даймлера «Daimler-Motoren-Gesellschaft».
Після укладання попереднього контракту Пауль Даймлер, який у 1907 році обійняв пост головного інженера після Вільгельма Майбаха, у квітні 1909 року зміг виготовити пробну серію з шести двигунів із золотниковими розподільниками конструкції Найта. У березні 1910 року фірма DMG придбала ліцензію на виробництво двигунів для свого автомобіля під назвою «Knight» терміном на 10 років. У грудні 1910 року на Паризькому автосалоні було представлено першу модель легкового автомобіля з особливим двигуном — Mercedes-Knight 16/40 PS (PS від нім. PferdeStärke — «кінська сила»). Серійне виробництво моделі з 4-літровим чотирициліндровим двигуном розпочалось на початку 1911 року. Після певного успіху нових транспортних засобів ще дві моделі з 4-циліндровими силовими агрегатами, «10/30 PS» і «25/65 PS», пішли у виробництво в 1913 році.
На той час переваги та недоліки конструкції двигуна «Knight» ще перебували у стадії обговорення та виступали предметом суперечок як між автолюбителями, так і професійними інженерами. Безперечними перевагами силових агрегатів стали плавність роботи та шумоізоляція нової системи, що були на той час надзвичайними. Більше того, двигуни «Knight» явно краще працювали в діапазоні швидкостей обертання від 500 до 1500 об/хв, аніж звичайні мотори такого ж розміру. З іншого боку, двигуни із золотниковими розподільниками були у більшій мірі затратними по часу та коштах у виробництві й вимагали досконаліших технологій виготовлення, а також були вибагливішими до умов експлуатації. Особливо важливим моментом було забезпечити правильне мащення робочих поверхонь циліндра та поверхонь кочення, що дуже часто не гарантувалося мастилами того часу. Цей аспект ставав проблематичнішим і відчутнішим при роботі двигуна на підвищених обертах (понад 1600 об/хв), коли силовий агрегат вже втрачав свої переваги над традиційними двигунами навіть з точки зору питомої потужності.
Максимальне значення швидкості автомобіля, яке досягалось при 1750 об/хв, становило приблизно 80 км/год, а це означало, що у довготривалій перспективі потенціал розвитку і практичне використання двигуна «Knight» були обмежені. Проблеми із забезпеченням герметичності циліндрів, з припрацюванням внутрішньої гільзи та поршневих кілець, з підведенням мастила до всіх частин і власне значної витрати оливи також вирішити було малоймовірним.
У середині 1913 року модель «16/40 PS» було перейменовано, як і всі інші продукти DMG, і вона отримала нове позначення — «16/45 PS». Навесні 1924 року для відповідності до фактичної потужності двигуна модель знову була перейменовано, на цей раз на «16/50 PS». З літа 1924 року, ця версія легкових автомобілів оснащалась барабанними гальмами на усіх чотирьох колесах.
Після гучних успіхів моделі два особливих автомобілі Mercedes-Knight були доставлені кайзеру Вільгельму II.
На базі двигунів 10/30 PS з 1913 до 1918 року і 16/45 PS з 1920 до 1921 року компанією випускались автомобілі швидкої допомоги («Daimler Krankenwagen»), що постачались переважно на ринок Великої Британії (звідси і приставка «Typ UK»).
Незважаючи на багато питань щодо двигунів типу «Knight», серед клієнтів «Daimler-Motoren-Gesellschaft» були присутні лояльні прихильники таких силових агрегатів, що підтверджується кількістю випущених автомобілів (понад 5000 одиниць), а також періодом виробництва у 14 років. Моделі «10/30 PS» і «25/65 PS» випускались лише до 1915 року, після чого компанія виробляла лише 4-літровий варіант аж до 1924 року.

## Опис конструкції

### Двигун

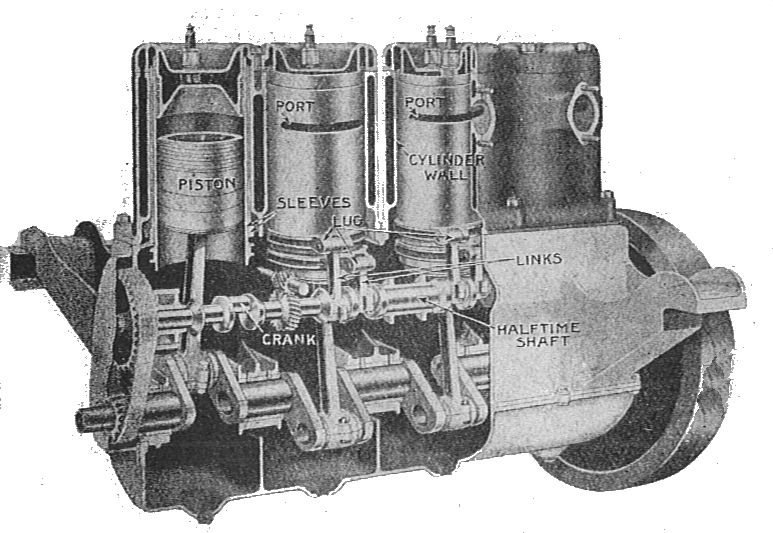
Двигун Daimler-Knight

Силовим агрегатом моделі був чотиритактний рядний чотирициліндровий двигун внутрішнього згоряння конструкції Найта з робочим об'ємом від 2610 до 6330 см3, що поздовжньо встановлювався у передній частині автомобіля. Відрізняльною особливістю двигуна був той факт, що за газорозподіл відповідали не клапани, а концентрична пара рухомих гільз, вкладених у робочий циліндр, усередині якого рухався поршень. У рух гільзи приводили кривошипно-шатунний механізм і газорозподільний ексцентриковий вал, який замінив кулачковий. Дуже великі вікна для впуску та випуску та напівсферичні камери згоряння, передбачені конструкцією Найта, дозволили двигуну виробляти більше потужності на одиницю робочого об'єму порівняно зі звичайними двигунами при роботі у діапазоні від 500 до 1500 обертів за хвилину.
Система живлення двигуна ґрунтувалась на поршневому карбюраторі. Потужність силових агрегатів варіювалась залежно від модифікації від 30 до 65 кінських сил, завдяки чому максимальна швидкість автомобіля сягала від 70 до 85 км/год. Паливний бак об'ємом від 70 до 100 літрів розташовувався у задній частині кузова.

### Ходова частина

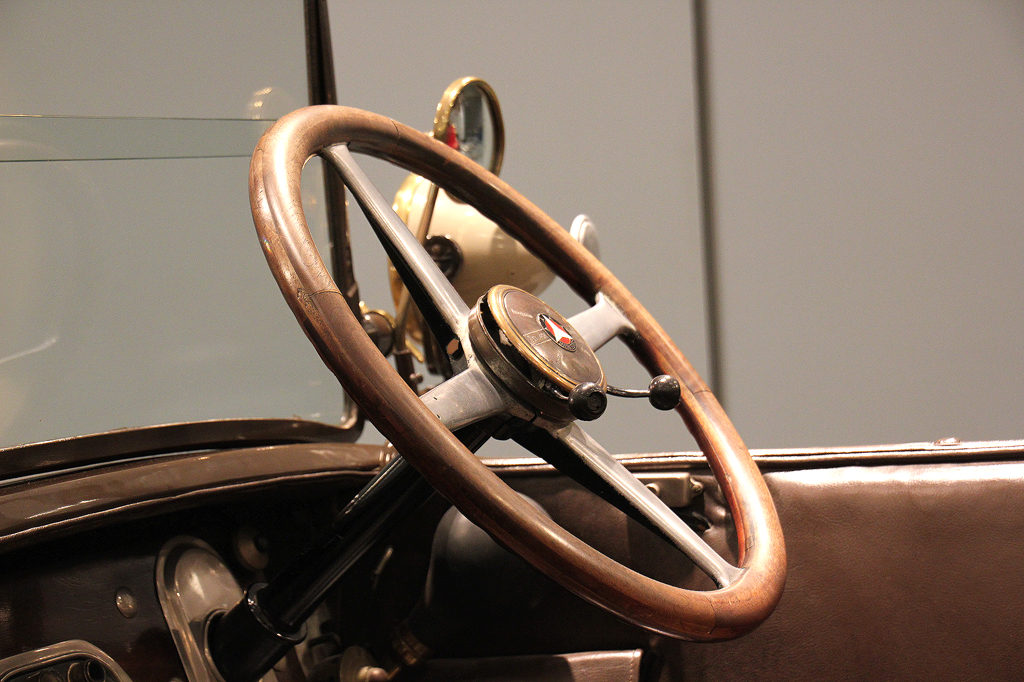
Рульове колесо автомобіля

Шасі автомобіля базувалось на сталевій рамі, виготовленій з U-подібного профілю. Передня і задня і підвіски виконані у вигляді жорстких балок з напівеліптичними ресорами. Маса шасі моделей «10/30 PS» і «16/45 PS» становила 1100—1200 кілограм і 1525 кг для версії «25/65 PS». Керування транспортним засобом здійснювалось за допомогою правостороннього рульового колеса з черв'ячно-гайковим механізмом. У моделі було реалізоване класичне передньомоторне задньоприводне компонування. Потужність двигуна передавалась до задніх коліс через 4-ступінчастоу механічну коробку передач із конусною муфтою.
Модель оснащалась ножним механічним гальмом, встановленим на приводному валу. Стоянкове гальмо також було механічне і блокувало задні колеса через важільний механізм. У 1924 році ножне гальмо зазнало модернізації і стало також додатково діяти і на передні колеса.
На автомобіль встановлювались колеса з дерев'яними спицями і стальними знімними ободами. Шини розрізнялись залежно від модифікації: так, наприклад, модель «25/65 PS» оснащалась шинами з твердої ґуми розміром 915 × 105 мм спереду і 935 × 135 мм ззаду, «10/30 PS» — шинами 820 × 120 мм, а найпопулярніша «16/40 PS» (вона ж згодом «16/45 PS» і «16/50 PS») — 820 × 120 мм, 820 × 135 мм або 825 × 150 мм.

## Участь в автоспорті

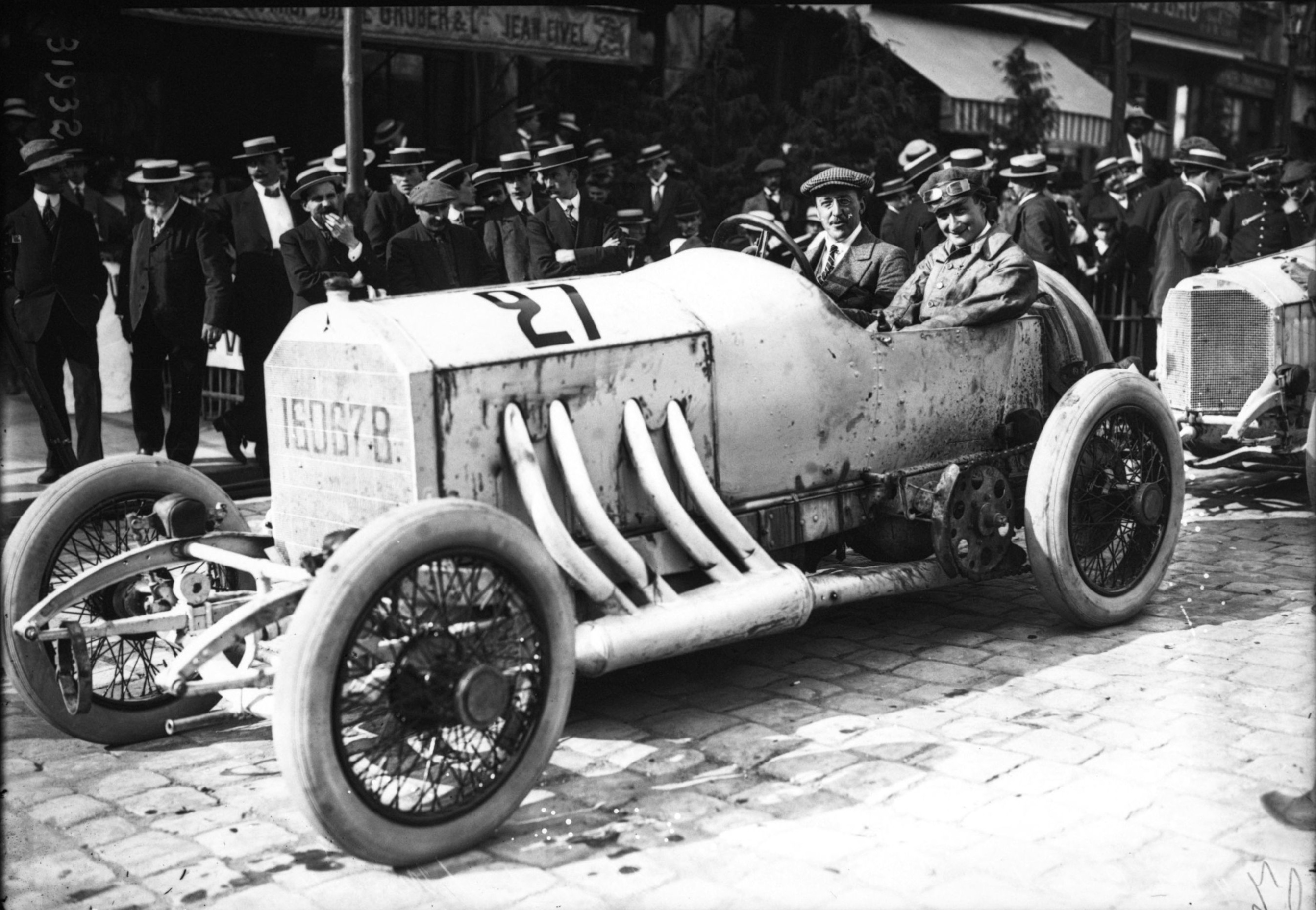
Леон Ельскамп за кермом «Мерседеса» під час перегонів 1913 року

Автомобіль брав участь у перегонах нечасто, тим не менше, йому вдалось привернути до себе увагу. Він з деяким успіхом використовувався у передвиборчій кампанії Теодором Пілеттом, бельгійським агентом марки «Mercedes» і протеже Каміля Дженаці на прізвисько «Червоний диявол». А найбільшу славу модель Mercedes-Knight отримала під час перегонів «500 миль Індіанаполісу» 1913 року. Незважаючи на те, що у моделі 16/45 PS був найменший за робочим об'ємом двигун, Пілетту вдалось фінішувати п'ятим, при цьому витрата бензину виявилась напрочуд невисокою, в середньому один галон на 20 миль шляху. Крім того, це був перший випадок, коли автомобіль з двигуном конструкції Найта конкурував в американських перегонах, причому Пілетту вдалось проїхати усі 500 миль лише з однією зупинкою з технічних причин для того, щоб відрегулювати карбюратор.
Бельгійський автогонщик Леон Ельскамп (англ. Leon Elskamp), перебуваючи за кермом 45-сильної версії автомобіля Mercedes-Knight, отримав перемогу в Гран-прі Бельгійського автомобільного клубу 1913 року із средньою швидкістю 99,7 км/год, подолавши відстань у 381,6 км (237 миль). В серпні 1913 року на Гран-прі Франції в Ле-Мані Леон фінішував сьомим з часом 5 годин 18 хвилин і 45 секунд.

## Галерея зображень

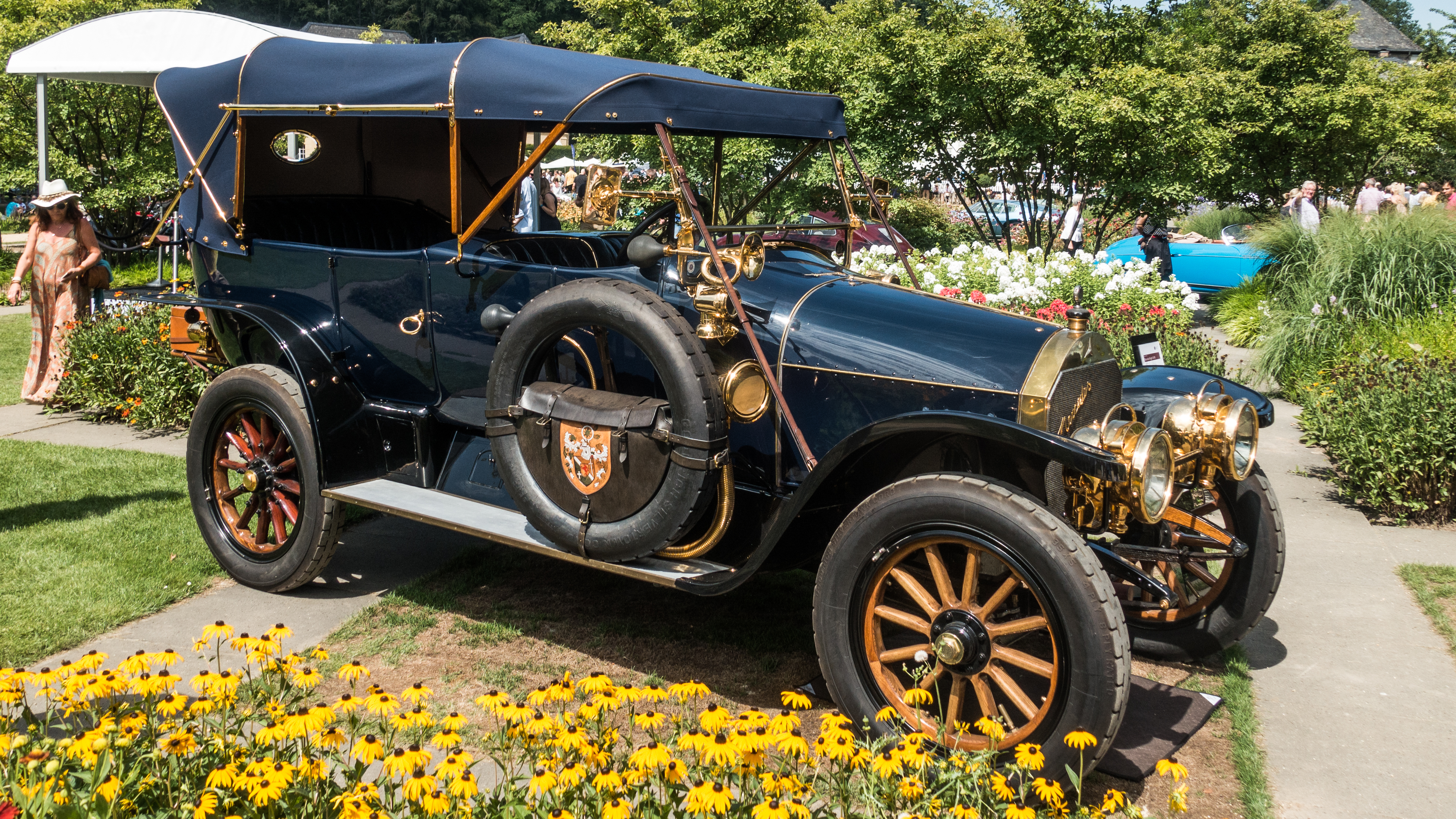
Mercedes-Knight 16/45 (1912)
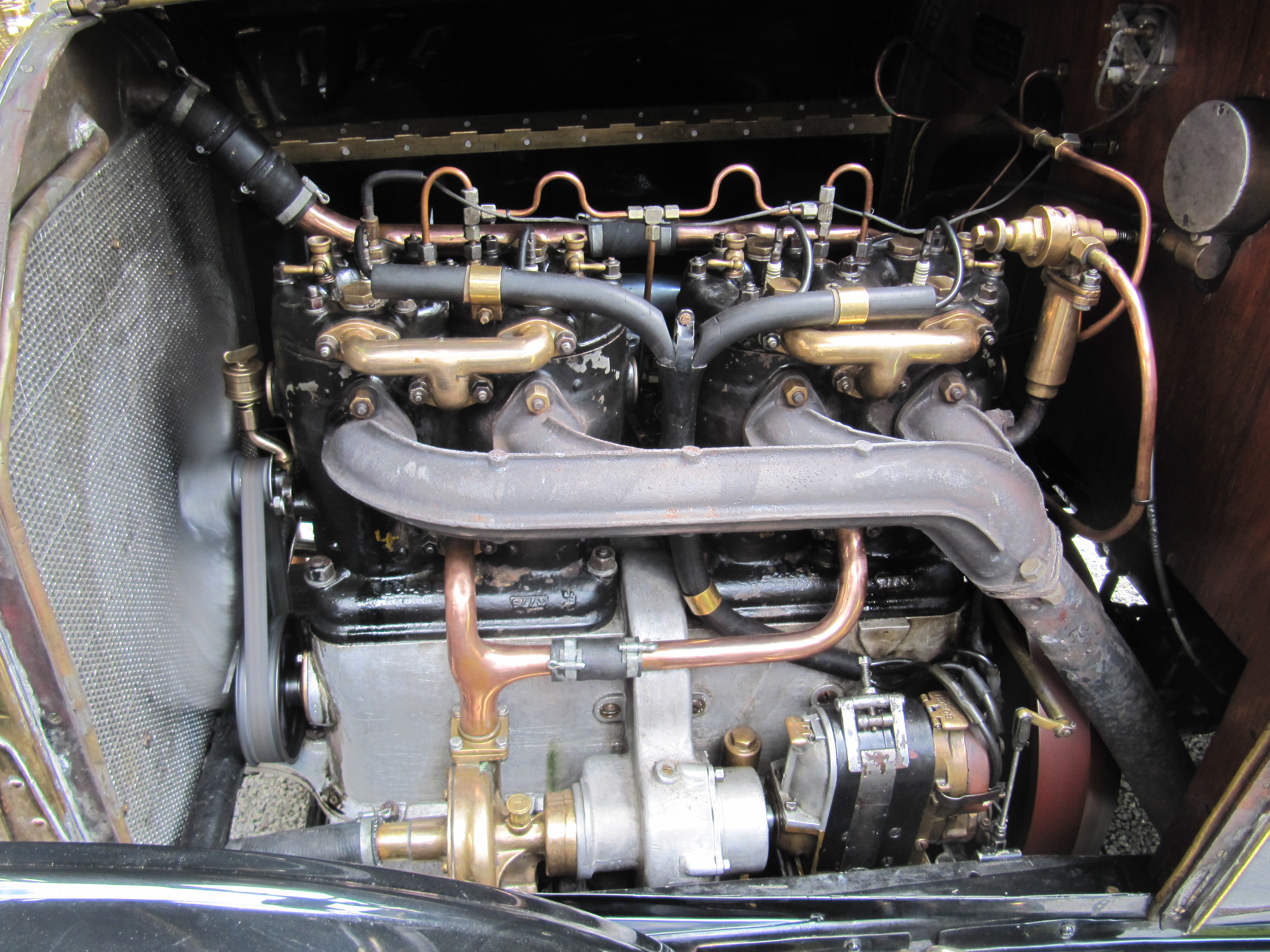
Двигун Mercedes-Knight 16/40 (1912)
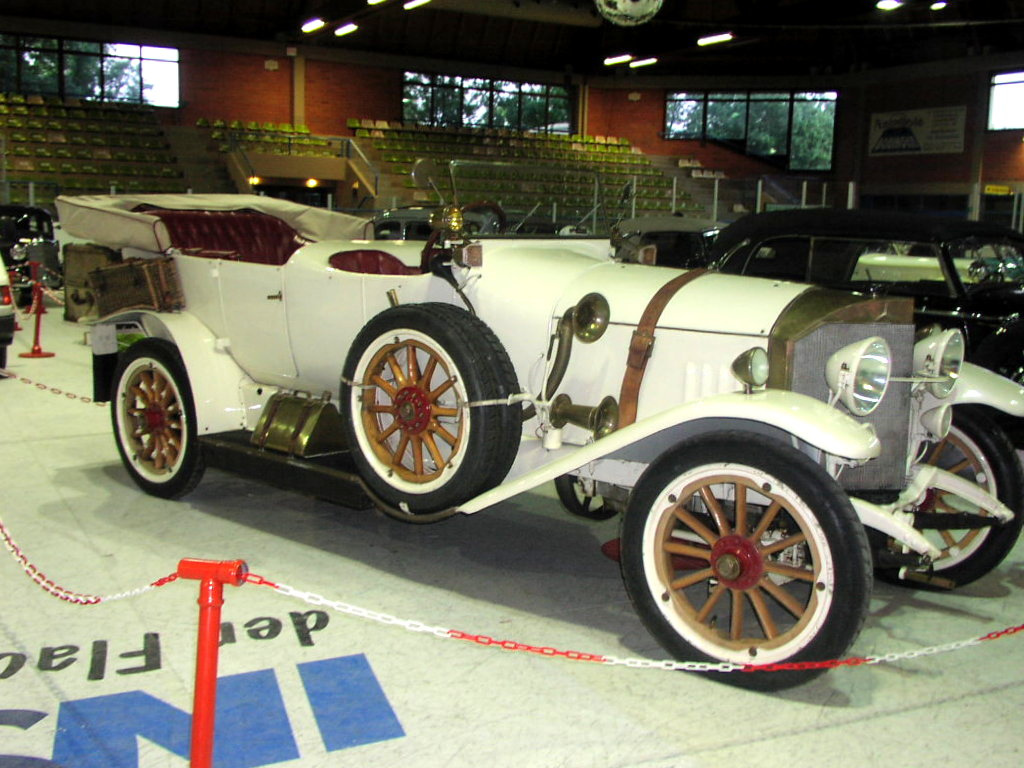
Mercedes-Knight 25/65 (1913)
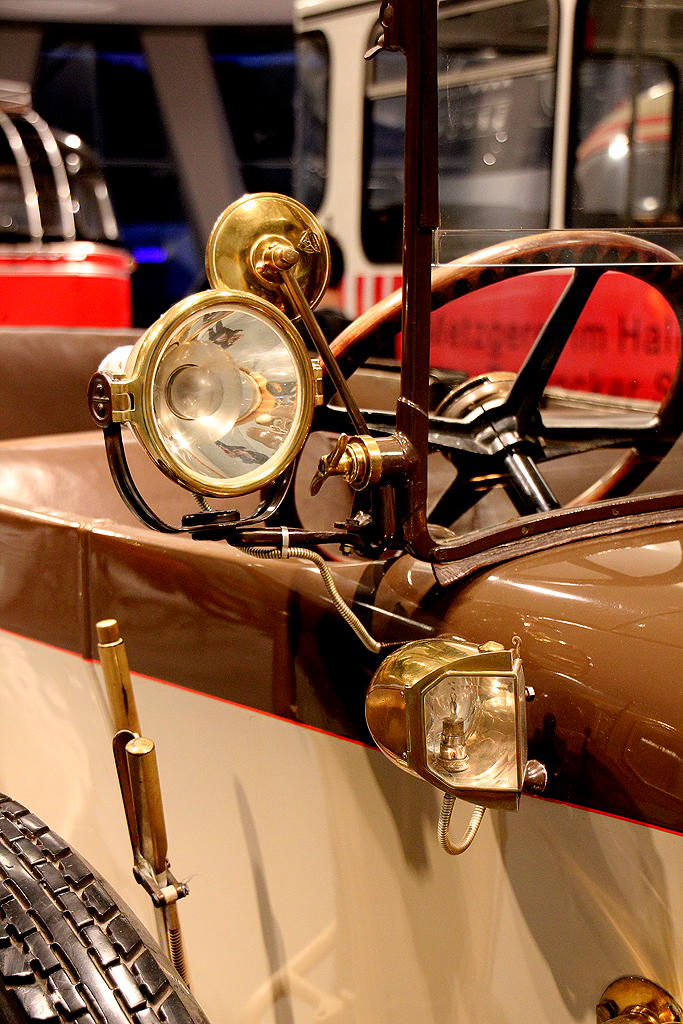
Mercedes-Knight 16/45 PS Tourenwagen (1921)